# 松山市民会館

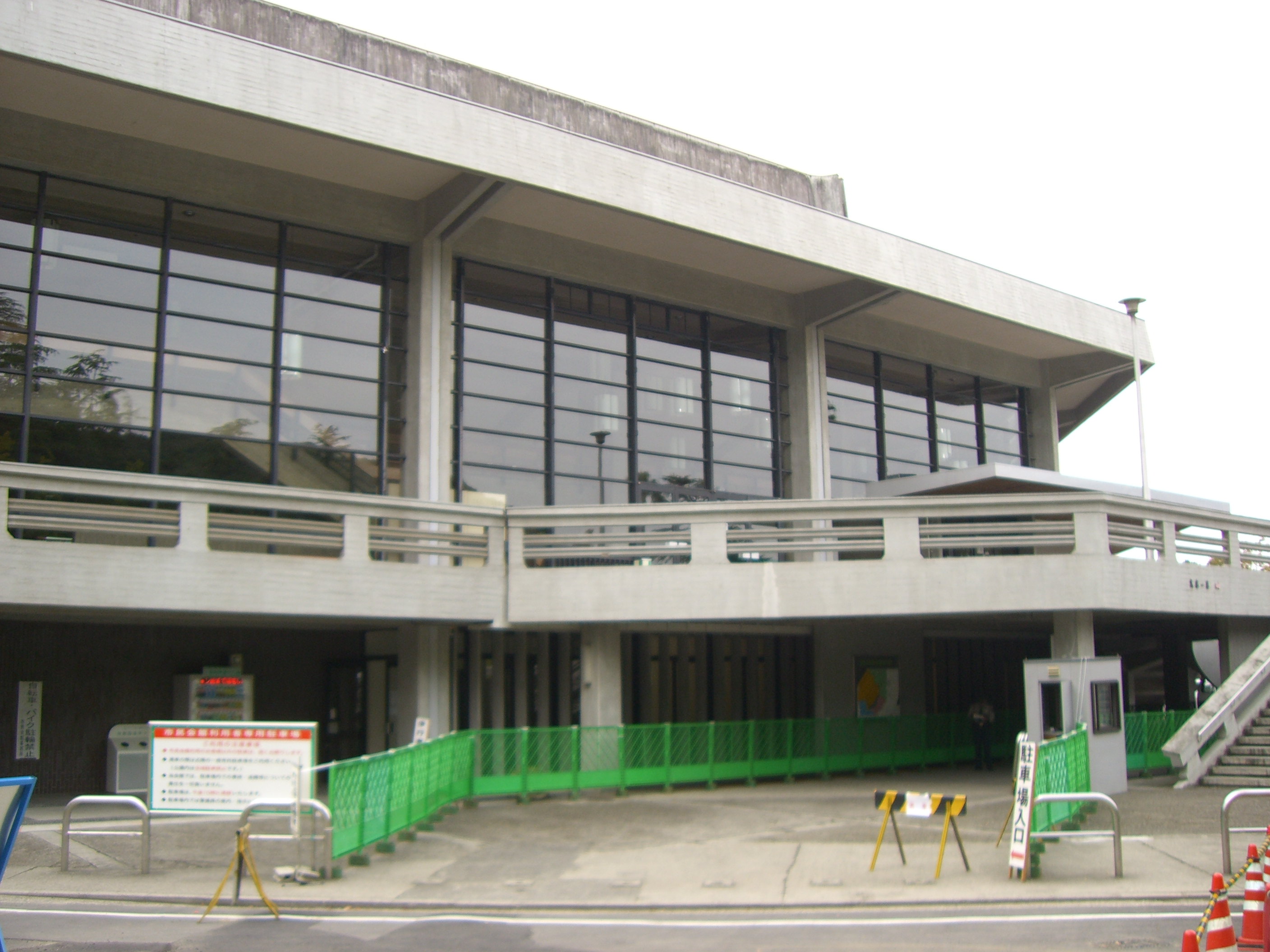
松山市民会館（ホール入口）

松山市民会館（まつやましみんかいかん）は、愛媛県松山市の城山公園内にある多目的ホールである。公益財団法人松山市文化・スポーツ振興財団（以前は松山市施設管理公社、2010年（平成22年）4月1日に松山市生涯学習振興財団と合併）が運営している。
大ホール（定員1,999名）・中ホール（定員700名）・小ホール（定員200名）の各ホールと、会議室（7室）、洋室（3室）、和室（2室）、練習室、リハーサル室がある。小ホールには、珍しい能舞台が設置されている。かつては、食堂や売店があった。

## 歴史
1963年（昭和38年）、市民からの強い要望を受け、城山公園にあった日米文化センターを移転し、跡地に建設することが決定された。厚生年金還元融資を活用し、総工費四億三千万円、同年6月着工を予定していた。しかし建設予定地にあったクスノキとセンダンの移植をめぐって県から設計や建設場所の変更を求められ、この対応を決めるのに時間がかかった。また文化団体の要望を受けて、舞台の大きさを広げたり会議室を追加するなどの設計変更もなされたため、総工費は五億八千万円に膨らんだ。同年11月15日着工。
1965年6月竣工。工事期間一年半を費やし、最終的な総工費は六億一千四百万円となった。7月10日に落成式が行われ、18日から開館した。
2013年（平成25年）4月1日から2014年3月31日まで耐震化工事のため休館となり、例年行われていたコンサートなどのイベントが場所や日時の変更を余儀なくされた。工事完了後、4月2日から利用を再開した。
2015年、JR松山駅高架化事業に伴う駅周辺地区整備計画において「車両基地跡地利用に関する基本構想」が策定され、将来的に松山市民会館の機能を担う「ホール」と、イベント会場にも利用できる屋内外の「広場」を核とする施設を建設することが盛り込まれた。
2024年（令和6年）、老朽化が進んでいるとして、施設の劣化状況を調べて、調査結果をもとに、閉館の時期を検討していることが分かった。しかし、2025年（令和7年）3月に建物使用は残り「約10年」と判明した。